# Attómetro
Un attómetro es una unidad de longitud equivalente a una trillonésima parte del metro. Se abrevia am
1 am = 10−18 m

## Otras equivalencias
1 fm = 1000 am
1 am = 1000 zm